# Ten Kate Racing
Ten Kate Racing es un equipo neerlandés de carreras que actualmente compite en el campeonato mundial de Supersport bajo el nombre de Ten Kate Racing Yamaha.
Con 10 títulos de Supersport y 1 de Superbike, el Ten Kate Racing es uno de los equipos más exitosos en la historia del campeonato, por sus filas pasaron pilotos de la talla de: Fabien Foret, Chris Vermeulen, Sébastien Charpentier, James Toseland, Andrew Pitt, Kenan Sofuoğlu, Jonathan Rea y Michael van der Mark.

## Historia
En 2001, el equipo ingreso al Campeonato Mundial de Supersport recibiendo el apoyo de Honda Motor Europa. Los pilotos elegidos para su temporada debut fueron el francés Fabien Foret y el español Pere Riba. El equipo consiguió tres victorias: una de Riba en Valencia y dos de Foret en Oschersleben e Imola; además consiguieron tres pole position de la mano de Foret. El piloto mejor clasificado fue Pere Riba quien terminó en la sexta posición mientras que Fabien Foret terminó en el octavo puesto.
En 2002, el equipo volvió a contar con Foret en sus filas, siendo esta vez acompañado por el británico Iain MacPherson. Esta temporada fue histórica ya que Fabien Foret ganó el Campeonato Mundial de Supersport, logrando el primer título mundial en esta competencia para Honda y para el equipo Ten Kate. Mientras que su compañero, Iain MacPherson, terminó la temporada en la novena posición, habiendo conseguidó solo un podio.
En 2003, el equipo renovó por completo su dupla de pilotos, los australianos Chris Vermeulen y Karl Muggeridge fueron los pilotos elegidos para esta temporada. Chris Vermeulen ganó el título con dos carreras de antelación, obteniendo el título en la novena fecha en Assen. Vermeulen ganó cuatro carreras, obtuvo ocho podios y tres pole positions para un total de 201 puntos; mientras que su compatriota Karl Muggeridge ganó tres carreras, subió al podio en cuatro oportunidades y obtuvo tres pole positions, terminando la temporada cuarto con 134 puntos. 
En 2004, se expandió y entró al Campeonato Mundial de Superbikes, el piloto elegido para esta nueva aventura fue Chris Vermeulen, campeón mundial de supersport con ellos en la temporada anterior. En supersport, Karl Muggeridge se mantuvo en el equipo, al cual se unió su compatriota Broc Parkes. En Superbike, Vermeulen ganó la carrera dos de Gran Bretaña, las dos carreras en Laguna Seca y la carrera dos de Assen; además consiguió cinco podios y terminó la temporada en la cuarta posición con 282 puntos.
El Ten Kate Racing tuvo el apoyo oficial de Honda durante 18 años (desde 2001 hasta finales de 2018), teniendo presencia en los campeonatos mundiales de Supersport y Superbikes, con la repentina retirada de Honda del mundial, el equipo entró en bancarrota.
En 2019 después de superar la bancarrota anunció su regreso al Campeonato Mundial de Superbikes de la mano de Yamaha, el piloto elegido para su regreso fue el francés Loris Baz. Debido a cuestiones logísticas, el equipo comenzó el mundial en la quinta ronda en Jerez. 
Para 2020, en Superbikes el equipo volverá a contar con el francés Loris Baz y se sumara el alemán Sandro Cortese. En Supersport y Supersport 300, el equipo llegó a un acuerdo con el EAB Racing Team para formar un equipo conjunto el EAB Ten Kate Racing Team, su piloto en Supersport será el sudafricano Steven Odendaal y en Supersport 300, el piloto elegido fue el neerlandés Glenn van Straalen.

## Resultados en el Campeonato Mundial de Supersport
(Carreras en Negro indican pole position, Carreras en italics indican vuelta rápida)
| Año  | Equipo                           | Moto           | No  | Piloto                | 1       | 2       | 3       | 4       | 5       | 6       | 7       | 8       | 9       | 10      | 11      | 12     | 13      | 14     | 15 | C.P. | Pts |
| ---- | -------------------------------- | -------------- | --- | --------------------- | ------- | ------- | ------- | ------- | ------- | ------- | ------- | ------- | ------- | ------- | ------- | ------ | ------- | ------ | -- | ---- | --- |
| 2007 | HANNspree Ten Kate Honda         | Honda CBR600RR | 15  | Andrew Pitt           | QAT     | AUS     | EUR     | SPA 2   | NED 2   | ITA     | GBR     | SMR     | CZE     | GBR     | GER     | ITA    | FRA     |        |    | 17º  | 40  |
| 2007 | HANNspree Ten Kate Honda         | Honda CBR600RR | 16  | Sébastien Charpentier | QAT Ret | AUS 4   | EUR     | SPA     | NED 6   | ITA Ret | GBR Ret | SMR 10  | CZE 8   | GBR DSQ | GER 9   | ITA 9  | FRA Ret |        |    | 11º  | 51  |
| 2007 | HANNspree Ten Kate Honda         | Honda CBR600RR | 54  | Kenan Sofuoğlu        | QAT 1   | AUS 2   | EUR 1   | SPA 1   | NED 1   | ITA 1   | GBR Ret | SMR 3   | CZE 1   | GBR 2   | GER 2   | ITA 1  | FRA 1   |        |    | 1º   | 276 |
| 2008 | HANNspree Ten Kate Honda         | Honda CBR600RR | 54  | Kenan Sofuoğlu        | QAT     | AUS     | SPA     | NED     | ITA     | GER     | SMR     | CZE     | GBR     | EUR     | ITA     | FRA    | POR 1   |        |    | 19º  | 25  |
| 2008 | HANNspree Ten Kate Honda         | Honda CBR600RR | 65  | Jonathan Rea          | QAT Ret | AUS 5   | SPA 6   | NED 2   | ITA Ret | GER 6   | SMR 3   | CZE 1   | GBR 1   | EUR 3   | ITA 1   | FRA 10 | POR     |        |    | 2º   | 164 |
| 2008 | HANNspree Ten Kate Honda         | Honda CBR600RR | 88  | Andrew Pitt           | QAT Ret | AUS 1   | SPA 19  | NED 1   | ITA 4   | GER 1   | SMR 1   | CZE 2   | GBR 3   | EUR 2   | ITA Ret | FRA 1  | POR 2   |        |    | 1º   | 214 |
| 2009 | HANNspree Ten Kate Honda         | Honda CBR600RR | 1   | Andrew Pitt           | AUS 2   | QAT 2   | SPA 13  | NED Ret | ITA 5   | RSA 6   | USA 7   | SMR Ret | GBR 10  | CZE 10  | GER 7   | ITA 6  | FRA 6   | POR 11 |    | 6º   | 119 |
| 2009 | HANNspree Ten Kate Honda         | Honda CBR600RR | 54  | Kenan Sofuoğlu        | AUS 1   | QAT 4   | SPA 3   | NED 5   | ITA 9   | RSA 5   | USA 1   | SMR Ret | GBR 4   | CZE 9   | GER Ret | ITA 1  | FRA 3   | POR 2  |    | 3º   | 189 |
| 2010 | HANNspree Ten Kate Honda         | Honda CBR600RR | 34  | Ronan Quarmby         | AUS     | POR     | SPA     | NED     | ITA     | RSA     | USA     | SMR     | CZE     | GBR 18  | GER     | ITA    | FRA     |        |    | NC   | 0   |
| 2010 | HANNspree Ten Kate Honda         | Honda CBR600RR | 51  | Michele Pirro         | AUS Ret | POR 3   | SPA 11  | NED Ret | ITA 4   | RSA 4   | USA 5   | SMR Ret | CZE Ret | GBR     | GER 8   | ITA 1  | FRA 8   |        |    | 5º   | 99  |
| 2010 | HANNspree Ten Kate Honda         | Honda CBR600RR | 54  | Kenan Sofuoğlu        | AUS 3   | POR 1   | SPA 2   | NED 3   | ITA 2   | RSA 2   | USA 1   | SMR 3   | CZE 1   | GBR 2   | GER 2   | ITA 2  | FRA 2   |        |    | 1º   | 263 |
| 2010 | HANNspree Ten Kate Honda         | Honda CBR600RR | 121 | Florian Marino        | AUS     | POR     | SPA     | NED     | ITA     | RSA     | USA     | SMR     | CZE     | GBR     | GER     | ITA    | FRA 12  |        |    | 29º  | 4   |
| 2011 | Hannspree Ten Kate Honda         | Honda CBR600RR | 21  | Florian Marino        | AUS 7   | EUR 8   | NED Ret | ITA 7   | SMR 11  | SPA 10  | CZE 9   | GBR 9   | GER 9   | ITA 4   | FRA 9   | POR 5  |         |        |    | 8º   | 89  |
| 2011 | Hannspree Ten Kate Honda         | Honda CBR600RR | 99  | Fabien Foret          | AUS Ret | EUR DNS | NED 2   | ITA 3   | SMR 2   | SPA 7   | CZE 2   | GBR 3   | GER 6   | ITA 1   | FRA 8   | POR 12 |         |        |    | 3º   | 148 |
| 2012 | Ten Kate Racing Products         | Honda CBR600RR | 23  | Broc Parkes           | AUS 3   | ITA 20  | NED 4   | ITA Ret | EUR 4   | SMR 5   | SPA 4   | CZE 3   | GBR 3   | RUS 5   | GER 4   | POR 4  | FRA 27  |        |    | 5º   | 135 |
| 2012 | Ten Kate Racing Products         | Honda CBR600RR | 60  | Michael van der Mark  | AUS     | ITA     | NED     | ITA     | EUR     | SMR     | SPA     | CZE     | GBR     | RUS DNS | GER     | POR    | FRA     |        |    | NC   | 0   |
| 2012 | Ten Kate Racing Products         | Honda CBR600RR | 117 | Miguel Praia          | AUS     | ITA     | NED     | ITA     | EUR     | SMR     | SPA     | CZE     | GBR     | RUS     | GER     | POR 17 | FRA     |        |    | NC   | 0   |
| 2013 | Pata Honda World Supersport Team | Honda CBR600RR | 26  | Lorenzo Zanetti       | AUS 8   | SPA 6   | NED 10  | ITA 3   | GBR 4   | POR 14  | ITA 4   | RUS C   | GBR 11  | GER 4   | TUR 4   | FRA 7  | SPA 5   |        |    | 5º   | 119 |
| 2013 | Pata Honda World Supersport Team | Honda CBR600RR | 60  | Michael van der Mark  | AUS 3   | SPA 2   | NED 4   | ITA DNS | GBR 20  | POR 4   | ITA 5   | RUS C   | GBR 9   | GER 5   | TUR 3   | FRA 6  | SPA 4   |        |    | 4º   | 130 |
| 2014 | Pata Honda World Supersport Team | Honda CBR600RR | 26  | Lorenzo Zanetti       | AUS DNS | SPA 4   | NED 5   | ITA 1   | GBR Ret | MAL 5   | ITA 6   | POR 6   | SPA 6   | FRA 4   | QAT 7   |        |         |        |    | 4º   | 112 |
| 2014 | Pata Honda World Supersport Team | Honda CBR600RR | 60  | Michael van der Mark  | AUS Ret | SPA 2   | NED 1   | ITA 2   | GBR 1   | MAL 1   | ITA 2   | POR 1   | SPA 1   | FRA 2   | QAT 1   |        |         |        |    | 1º   | 230 |
| 2015 | Pata Honda World Supersport Team | Honda CBR600RR | 111 | Kyle Smith            | AUS 4   | THA Ret | SPA 3   | NED 3   | ITA 15  | GBR Ret | POR 6   | ITA Ret | MAL 5   | SPA 4   | FRA 5   | QAT 1  |         |        |    | 5º   | 116 |
| 2016 | Honda World Supersport Team      | Honda CBR600RR | 2   | P. J. Jacobsen        | AUS 5   | THA 3   | SPA Ret | NED Ret | ITA 3   | MAL 4   | GBR 2   | ITA 2   | GER 4   | FRA Ret | SPA 4   | QAT 4  |         |        |    | 4º   | 135 |

| Año  | Equipo                      | Moto          | No | Piloto                | 1      | 1       | 2      | 2      | 3      | 3       | 4      | 4       | 5       | 5       | 6       | 6       | 7       | 7       | 8       | 8       | 9       | 9       | 10     | 10      | 11     | 11     | 12      | 12     | C.P. | Pts    |
| Año  | Equipo                      | Moto          | No | Piloto                | R1     | R2      | R1     | R2     | R1     | R2      | R1     | R2      | R1      | R2      | R1      | R2      | R1      | R2      | R1      | R2      | R1      | R2      | R1     | R2      | R1     | R2     | R1      | R2     | C.P. | Pts    |
| ---- | --------------------------- | ------------- | -- | --------------------- | ------ | ------- | ------ | ------ | ------ | ------- | ------ | ------- | ------- | ------- | ------- | ------- | ------- | ------- | ------- | ------- | ------- | ------- | ------ | ------- | ------ | ------ | ------- | ------ | ---- | ------ |
| 2020 | Ten Kate Racing Yamaha      | Yamaha YZF-R6 | 4  | Steven Odendaal       | AUS 6  |         | SPA 6  | SPA 8  | POR 8  | POR 4   | SPA 6  | SPA 8   | SPA Ret | SPA 9   | SPA 6   | SPA 5   | FRA 12  | FRA 4   | POR 5   | POR 4   |         |         |        |         |        |        |         |        | 5.º  | 136    |
| 2021 | Ten Kate Racing Yamaha      | Yamaha YZF-R6 | 9  | Simon Jespersen       | SPA    | SPA     | POR    | POR    | ITA    | ITA     | NED    | NED     | CZE     | CZE     | SPA     | SPA     | FRA     | FRA     | SPA 11  | SPA 14  | SPA     | SPA     | POR    | POR     | ARG    | ARG    | INA     | INA    | 22.º | 7 (22) |
| 2021 | Ten Kate Racing Yamaha      | Yamaha YZF-R6 | 24 | Leonardo Taccini      | SPA    | SPA     | POR    | POR    | ITA    | ITA     | NED    | NED     | CZE     | CZE     | SPA     | SPA     | FRA     | FRA     | SPA     | SPA     | SPA     | SPA     | POR    | POR     | ARG 17 | ARG 11 | INA     | INA    | 31.º | 5 (9)  |
| 2021 | Ten Kate Racing Yamaha      | Yamaha YZF-R6 | 55 | Galang Hendra Pratama | SPA 15 | SPA 10  | POR 20 | POR 19 | ITA 13 | ITA 14  | NED 14 | NED Ret | CZE 14  | CZE DNS | SPA 11  | SPA Ret | FRA Ret | FRA 20  | SPA 13  | SPA 22  | SPA C   | SPA Ret | POR 22 | POR 21  | ARG    | ARG    | INA Ret | INA 13 | 21.º | 27     |
| 2021 | Ten Kate Racing Yamaha      | Yamaha YZF-R6 | 77 | Dominique Aegerter    | SPA 2  | SPA 5   | POR 4  | POR 1  | ITA 1  | ITA 1   | NED 1  | NED 1   | CZE 4   | CZE 1   | SPA 1   | SPA 1   | FRA 1   | FRA 2   | SPA     | SPA     | SPA C   | SPA 1   | POR 3  | POR 5   | ARG 5  | ARG 3  | INA 2   | INA 3  | 1.º  | 417    |
| 2022 | Ten Kate Racing Yamaha      | Yamaha YZF-R6 | 24 | Leonardo Taccini      | SPA 18 | SPA Ret | NED 10 | NED 13 | POR 14 | POR DNS | ITA 14 | ITA Ret | GBR 13  | GBR 15  | CZE 16  | CZE 13  | FRA 14  | FRA Ret | SPA 11  | SPA 9   | POR Ret | POR DNS | ARG    | ARG     | INA 15 | INA 18 | AUS 17  | AUS 19 | 21.º | 35     |
| 2022 | Ten Kate Racing Yamaha      | Yamaha YZF-R6 | 57 | Bradley Smith         | SPA    | SPA     | NED    | NED    | POR    | POR     | ITA    | ITA     | GBR     | GBR     | CZE     | CZE     | FRA     | FRA     | SPA     | SPA     | POR     | POR     | ARG 14 | ARG Ret | INA    | INA    | AUS     | AUS    | 33.º | 2      |
| 2022 | Ten Kate Racing Yamaha      | Yamaha YZF-R6 | 77 | Dominique Aegerter    | SPA 2  | SPA 1   | NED 1  | NED 1  | POR 1  | POR 1   | ITA 1  | ITA 1   | GBR 1   | GBR 1   | CZE Ret | CZE EX  | FRA 3   | FRA 1   | SPA 1   | SPA 1   | POR 4   | POR 1   | ARG 1  | ARG 1   | INA 4  | INA 1  | AUS 5   | AUS 1  | 1.º  | 498    |
| 2023 | Ten Kate Racing Yamaha      | Yamaha YZF-R6 | 9  | Jorge Navarro         | AUS 9  | AUS 6   | INA 12 | INA 8  | NED 10 | NED 7   | SPA 7  | SPA 9   | ITA 8   | ITA 18  | GBR 12  | GBR 11  | ITA Ret | ITA 6   | CZE 9   | CZE Ret | FRA Ret | FRA 9   | SPA 7  | SPA 6   | POR 3  | POR 7  | SPA 4   | SPA 11 | 7.º  | 163    |
| 2023 | Ten Kate Racing Yamaha      | Yamaha YZF-R6 | 62 | Stefano Manzi         | AUS 6  | AUS 2   | INA 7  | INA 2  | NED 5  | NED 2   | SPA 6  | SPA 3   | ITA 2   | ITA 1   | GBR 2   | GBR 5   | ITA 1   | ITA 1   | CZE 2   | CZE Ret | FRA 2   | FRA 3   | SPA 11 | SPA 2   | POR 2  | POR 1  | SPA 2   | SPA 2  | 2.º  | 408    |
| 2024 | Pata Yamaha Ten Kate Racing | Yamaha YZF-R6 | 28 | Glenn van Straalen    | AUS 18 | AUS 20  | SPA 14 | SPA 10 | NED 4  | NED 1   | ITA 10 | ITA 14  | GBR 12  | GBR 7   | CZE 9   | CZE 7   | POR 9   | POR 6   | FRA 3   | FRA 6   | ITA Ret | ITA 15  | SPA 9  | SPA 10  | EST 9  | EST 7  | SPA 11  | SPA 12 | 8.º  | 165    |
| 2024 | Pata Yamaha Ten Kate Racing | Yamaha YZF-R6 | 62 | Stefano Manzi         | AUS 2  | AUS Ret | SPA 2  | SPA 1  | NED 2  | NED 21  | ITA 3  | ITA 4   | GBR 2   | GBR 4   | CZE 3   | CZE 2   | POR 3   | POR 2   | FRA Ret | FRA 2   | ITA 2   | ITA 1   | SPA 2  | SPA 2   | EST 3  | EST 1  | SPA 1   | SPA 1  | 2.º  | 415    |

- * Temporada en curso.

## Campeonatos obtenidos por el Ten Kate Racing
- Campeonato Mundial de Superbikes

| Año  | Campeón        |
| ---- | -------------- |
| 2007 | James Toseland |

- Campeonato Mundial de Supersport

| Año  | Campeón               |
| ---- | --------------------- |
| 2002 | Fabien Foret          |
| 2003 | Chris Vermeulen       |
| 2004 | Karl Muggeridge       |
| 2005 | Sébastien Charpentier |
| 2006 | Sébastien Charpentier |
| 2007 | Kenan Sofuoğlu        |
| 2008 | Andrew Pitt           |
| 2010 | Kenan Sofuoğlu        |
| 2014 | Michael van der Mark  |
| 2021 | Dominique Aegerter    |
| 2022 | Dominique Aegerter    |